# Права интерсекс-людей
Интерсекс (англ. intersex) — человек, рождённый с половыми признаками (хромосомы, половые железы, репродуктивные органы, гениталии и гормональные уровни), которые по определению Управления Верховного комиссара ООН по правам человека не соответствуют типичному определению мужского или женского тела. Интерсекс-вариации могут быть заметными уже при рождении, однако чаще проявляются лишь в пубертатном периоде. В некоторых случаях внешние проявления могут вовсе не наблюдаться.
Интерсекс-люди могут сталкиваться со стигматизацией и дискриминацией с рождения или с момента обнаружения интерсекс-вариации. Возможные проблемы могут включать в себя детоубийство, отказ от интерсекс-детей и их стигматизацию. По всему миру интерсекс-младенцы и дети подвергаются хирургическому вмешательству и/или гормональной терапии в целях создания более социально приемлемых половых характеристик.
Взрослые люди, включая профессиональных спортсменок, также подвергались такому нежелательному лечению. Данный вопрос всё чаще рассматривают как нарушения прав человека по заявлениям международных и национальных институтов по правам человека и этике. В том числе на сегодняшний день есть ряд заявлений о нарушениях прав человека от международных организаций. Из наиболее заметных можно отметить Мальтийскую декларацию третьего Международного интерсекс-форума.
В 2011 году Кристиана Фёллинг стала первым интерсекс-человеком, который успешно подал иск о возмещении ущерба из-за хирургического вмешательства без её согласия. В апреле 2015 года Мальта стала первой страной, объявившей вне закона медицинские вмешательства без согласия пациента для изменения анатомии половых органов, в том числе интерсекс-людей.
Права интерсекс-людей также включают в себя право на жизнь, защиту от дискриминации, доступ к правосудию и возмещения за причинённый вред, доступ к информации и юридическое признание. Лишь несколько стран на сегодняшний день законодательно защищают интерсекс-людей от дискриминации или выплачивают компенсации за причинённый хирургическими вмешательствами вред.

## Права людей и интерсекс-люди
На текущий момент правозащитные организации уделяют всё больше внимания вредоносным практикам корректирующих операций и вопросам дискриминации в отношении интерсекс-людей. Эти вопросы рассматриваются рядом международных организаций, в том числе Советом Европы, Управлением Верховного комиссара Организации Объединённых Наций по правам человека и ВОЗ.
В 2013 было проведено первое международное исследование по данному вопросу. В своём исследовании «Права человека между полами» Дэн Кристиан Гаттас выявил, что интерсекс-люди подвергаются дискриминации по всему миру: «Интерсекс-люди считаются людьми „с расстройствами“ во всех областях, в которых преобладает западная медицина. Их в большей или меньшей степени воспринимают как больных или „ненормальных“, в зависимости от конкретно взятого общества».
Совет Европы выделяет ряд проблем, вызывающих беспокойство:
- Ненужное «нормализующее» лечение интерсекс-людей и ненужная патологизация интерсекс-вариаций.
- Ненужная медикализация, влияющая на право на жизнь.
- Включение в равное обращение и закон о преступлениях на почве ненависти; содействие доступу к правосудию и компенсациям.
- Доступ к информации, медицинской документации, психологической помощи и другим видам консультаций и поддержки.
- Уважение самоопределения по гендерному вопросу путём оперативного доступа к официальным документам.

Однако обеспечение соблюдения прав человека интерсекс-людей происходит медленно. Эти действия осуществляются посредством законодательства, постановлений и судебных дел.

## Телесная неприкосновенность

Защита от дискриминации на основании половых признаков
Защита от дискриминации на основании интерсексуального статуса
Защита от дискриминации на основании интерсексуальности как вариации пола

Интерсекс-люди могут сталкиваться со стигматизацией и дискриминацией с рождения или с момента обнаружения интерсекс-вариации. В некоторых странах, особенно в Африке и Азии, в дискриминацию может входить детоубийство, отказ от ребёнка и осуждение семей с такими детьми. Матери в Восточной Африке могут быть обвинены в колдовстве, а рождение интерсекс-ребенка может быть воспринято как проклятие.
В 2015 году китайские новости сообщили о случае отказа от младенца из-за его половых признаков. Гонконгский активист Смол Люк говорит, что это не редкость в данном регионе, отчасти из-за политики одного ребёнка на семью. Зафиксированы случаи детоубийства и попыток детоубийства в Китае, Уганде и Пакистане. В 2015 году сообщалось, что кенийский подросток-интерсекс, Мухад Измаил, подвергся нормализующим операциям на гениталиях, из-за чего умер. Ранее Измаил считался проклятием в своей семье.
Медицинские вмешательства на половых органах интерсекс-людей без согласия пациента проводятся во всех странах, где изучались права интерсекс-людей. Такие вмешательства подвергались критике со стороны ВОЗ, других органов ООН, таких как Управление Верховного комиссара по правам человека, и всё большего число региональных и национальных правозащитных организаций. В странах с низким и средним уровнем дохода расходы на здравоохранение могут ограничить доступ к необходимой медицинской помощи, в то время как интерсекс-люди подвергаются принудительным медицинским вмешательствам.
Было заявлено о нескольких правах, затрагиваемых стигматизацией и принудительным медицинским вмешательством в отношении несовершеннолетних:
- право на жизнь[7].
- право на неприкосновенность частной жизни, включая право на личную автономию или самоопределение в вопросах медицинской помощи[8][9].
- запрет на пытки и другое жестокое, бесчеловечное и других видов обращение, унижающее достоинство[8][10].
- право на физическую и телесную неприкосновенность[11][12].
- кроме того, интересы ребёнка не могут быть соблюдены посредством операций, направленных на семейную и социальную интеграцию[9].

### Доклады по правам человека
В 2012 году был опубликован отчёт Швейцарской национальной консультативной комиссии по биомедицинской этике. В 2013 году был опубликован отчёт Специального докладчика ООН по вопросу о пытках и других жестоких, бесчеловечных или унижающих достоинство видах обращения и наказания и Сената Австралии. В 2015 году к ним присоединились Совет Европы, Управление Верховного комиссара Организации Объединённых Наций по правам человека и Всемирная организация здравоохранения. В апреле 2015 года Мальта стала первой страной, объявившей вне закона принудительные медицинские вмешательства в тела интерсекс-людей. В том же году Совет Европы стал первой организацией, в которой утверждается, что интерсекс-люди имеют право не проходить корректирующие пол операции.
В День интерсекс-людей, 26 октября, эксперты ООН, включая Комитет против пыток, Комитет по правам ребёнка и Комитет по правам инвалидов, а также Комиссар Совета Европы по правам человека, Межамериканский Комиссия по правам человека и специальные докладчики Организации Объединённых Наций призвали к безотлагательному прекращению нарушений прав человека в отношении интерсекс-людей, в том числе в медицинских учреждениях.
Эксперты также призвали расследовать нарушения прав человека и осуществлять меры по борьбе с дискриминацией:
По всему миру интерсекс-младенцы, дети и подростки подвергаются ненужным медицинским операциям, гормональному лечению и другим процедурам в попытке насильственно изменить их внешность, чтобы они соответствовали социальным ожиданиям относительно женского или мужского пола. Как это часто бывает, эти процедуры проводятся без полного, свободного и осознанного согласия соответствующего лица, они представляют собой нарушения основных прав человека.
Государства должны в срочном порядке запрещать медицински не оправданные операции и процедуры для интерсекс-детей. Они должны поддерживать телесную неприкосновенность интерсекс-людей и их права на здоровье, физическую и психическую неприкосновенность, они должны жить без насилия и вредоносных практик и быть свободными от пыток и жестокого обращения. Интерсекс-дети и их родители должны получать поддержку и консультации, в том числе от сверстников.
В 2017 году негосударственные организации по правам человека Amnesty International и Human Rights Watch опубликовали крупные доклады о правах интерсекс-детей.

### Конституционный суд Колумбии
Несмотря на то, что в Конституционный суд Колумбии поступило немного дел, касающихся интерсекс-детей, они привели к изменениям практик в их лечении. Ограничены полномочия врачей и родителей решать то, какие хирургические операции будут проводиться на гениталиях детей после пятилетнего возраста, вмешательства для детей младшего возраста разрешены. В соответствии с решением Конституционного суда Колумбии, врачи обязаны сообщать родителям обо всех подробностях состояния интерсекс-ребенка. Родители могут только согласиться на операцию, если они получили точную информацию, и не могут дать согласие после достижения ребёнком пятилетнего возраста. К этому возрасту ребёнок, предположительно, осознает свою гендерную идентичность Судебное дело привело к установлению правовых норм в отношении хирургических практик на интерсекс-детях..

### Мальтийское законодательство
В апреле 2015 года Мальта стала первой страной, объявившей вне закона медицинские вмешательства без согласия пациента для изменения анатомии половых органов, в том числе интерсекс-людей.

### Чилийское законодательство
В январе 2016 года Министерство здравоохранения Чили приказало приостановить ненужные медицинские процедуры нормализации интерсекс-детей, в том числе необратимую хирургию, до тех пор, пока дети не достигнут возраста, в котором они сами смогут принимать решения. Закон был приостановлен в августе 2016 года.

## Право на жизнь
В отчёте 2015 года по правам интерсекс-людей отмечено:
Право интерсекс-людей на жизнь может быть нарушено из-за дискриминирующего «выбора пола» и «преимплантационной генетической диагностики и других формах тестирования и отбора по иным характеристикам». Такой отбор или выборочные аборты несовместимы с нормами этики и прав человека. Это дискриминация, совершаемая против интерсекс-людей, основанная на их половых признаках.

## Защита от дискриминации
Южная Африка стала первой страной, которая явно добавила «интерсекс» в законодательство, как часть атрибута «пол». Австралия стала первой страной, которая добавила отдельный атрибут «интерсекс-статус». Мальта стала первой страной, которая законодательно приняла более широкие рамки понятия «половые характеристики», а также законодательно запретила косметические операции на половых органах интерсекс-детей. Позже Босния и Герцеговина запретила дискриминацию по «половым признакам». Греция с 2015 года запретила дискриминацию и преступления на почве ненависти на основе «половых признаков».

## Доступ к правосудию и компенсациям

### Дело Кристианы Фёллинг, Германия
В Германии в 2011 году Кристиана Фёллинг выиграла первое в мире дело против проведенных ей медицинских вмешательств. Хирурга обязали заплатить 100 000 евро за ущерб после судебного разбирательства, начавшегося в 2007 году, через тридцать лет после удаления её репродуктивных органов.

### Дело Бенджамина-Марикармена, Чили
12 августа 2005 года мать ребёнка, Бенджамина, подала иск против медицинских работников после того, как его мужские половые железы и репродуктивная система были удалены без информирования родителей о характере проводимой операции. Ребёнок был воспитан как девочка. 14 ноября 2012 года суд осудил клинику за «ненадлежащее медицинское обслуживание» и выплатил компенсацию в размере 100 миллионов песо за моральный и психологический ущерб, нанесённый Бенджамину, и ещё 5 миллионов для каждого из родителей.

### Дело Михаэлы Рааба, Германия
В 2015 году в Нюрнберге Микаэла Рааб подала в суд на врачей, которые не смогли её правильно проконсультировать. Врачи заявили, что они «пытались защитить пациентку от психосоциальных последствий выяснения всей правды о её хромосомах». 17 декабря 2015 года Нюрнбергский государственный суд постановил, что Клиника Университета Эрланген-Нюрнберг должна выплатить компенсацию.

## Доступ к информации
С появлением современных медицинских технологий в западном обществе многие интерсекс-люди с внешними гениталиями промежуточного типа подверглись косметическим операциям для того, чтобы привести те в соответствие нормам женских или мужских половых органов. Была также принята модель общения с интерсекс-пациентами, в которой считалось, что секретность и утаивание информации от пациентов пойдет им на пользу. Раскрытие информации также включало в себя сообщение людям того, что они никогда не встретятся с кем-либо ещё с такой же вариацией. Доступ к медицинской документации также исторически был осложнён. При этом способность предоставлять информированное согласие на проводимые медицинские вмешательства напрямую зависит от наличия информации.
Совет Европы и Всемирная организация здравоохранения признают необходимость улучшения предоставления информации, в том числе доступ к медицинской документации. Некоторые интерсекс-организации утверждают, что такая модель была закреплена с момента введения в медицинскую терминологию термина «нарушение формирования пола».

## Юридическое признание
По данным Азиатско-тихоокеанского форума национальных учреждений по вопросам прав человека, лишь несколько стран юридически признают интерсекс-людей. Азиатско-тихоокеанский форум национальных учреждений по вопросам прав человека заявляет, что юридическое признание в первую очередь касается «интерсекс-людей, которым выдано свидетельство о рождении с мужским или женским гендерным маркером, вследствие чего они могут пользоваться теми же юридическими правами, что и другие мужчины и женщины». В некоторых странах получение любого свидетельства о рождении для интерсекс-младенца может быть проблематичным. В 2014 году в Кении суд установил право интерсекс-ребенка «Baby A» на свидетельство о рождении. Юридическое признание интерсекс-людей означает:
- Доступ к тем же правам, которые есть у мужчин и женщин в случае, когда интерсекс-человеку назначается мужской или женский пол.
- Возможность юридически исправить гендерный маркер в документах в тех случаях, когда первоначально пол был приписан неверно.
- В то время как выбор третьего гендерного маркера может быть решением для конкретных индивидуумов, в целом юридическое признание интерсекс-людей не связано с созданием третьего пола или гендерного маркера[43].

По законодательству некоторых стран доступ к любой форме идентификационных документов может быть проблематичным.

## Признание прав интерсекс-людей по континентам

### Азия
| Страна/Категория | Телесная неприкосновенность | Возмещение ущерба | Защита от дискриминации | Доступность документов, удостоверяющих личность | Доступность равных прав с женщинами и мужчинами | Возможность смены гендерного маркера в документах | Отдельный гендерный маркер в документах |
| ---------------- | --------------------------- | ----------------- | ----------------------- | ----------------------------------------------- | ----------------------------------------------- | ------------------------------------------------- | --------------------------------------- |
| Бангладеш        | Нет                         |                   | Нет                     |                                                 |                                                 | [ 44 ]                                            | [ 44 ]                                  |
| Вьетнам          | Нет                         |                   | Нет                     |                                                 |                                                 | После операций                                    |                                         |
| Индия            | [ 45 ]                      |                   | Нет                     |                                                 |                                                 | [ 46 ]                                            | [ 46 ]                                  |
| Китай            | [ 47 ] [ 48 ] [ 49 ]        |                   | [ 50 ]                  |                                                 |                                                 |                                                   |                                         |
| Непал            | Нет                         |                   | Нет                     |                                                 |                                                 | [ 51 ] [ 52 ]                                     | [ 51 ]                                  |
| Пакистан         | Нет                         |                   | Нет                     |                                                 |                                                 |                                                   |                                         |
| Таиланд          | Нет                         |                   | Нет                     |                                                 |                                                 | После операций                                    |                                         |
| Южная Корея      | Нет                         |                   | Нет                     |                                                 |                                                 | Да                                                |                                         |
| Япония           | Нет                         |                   | Нет                     |                                                 |                                                 | После операций                                    |                                         |

### Америка
| Страна/Категория | Телесная неприкосновенность           | Возмещение ущерба           | Защита от дискриминации | Доступность документов, удостоверяющих личность | Доступность равных прав с женщинами и мужчинами     | Возможность смены гендерного маркера в документах | Отдельный гендерный маркер в документах                                   |
| ---------------- | ------------------------------------- | --------------------------- | ----------------------- | ----------------------------------------------- | --------------------------------------------------- | ------------------------------------------------- | ------------------------------------------------------------------------- |
| Аргентина        | [ 53 ]                                | [ 53 ]                      | Нет                     |                                                 |                                                     | Самоопределение                                   | С 2021 года в документах можно выбрать гендерный маркер Х                 |
| Колумбия         | Ограничения на вмешательства до 5 лет |                             | Нет                     |                                                 |                                                     | Самоопределение                                   |                                                                           |
| Мексика          | [ 56 ] [ 57 ] [ 58 ]                  |                             | [ 57 ]                  |                                                 |                                                     |                                                   | [ 57 ]                                                                    |
| США              | [ 59 ]                                |                             | Частично                |                                                 | Законы о женских калечащих операциях не соблюдаются |                                                   | Опционально. Доступно в Вашингтоне, Калифорнии, Нью-Йорке, Огайо, Орегоне |
| Уругвай          | [ 64 ] [ 65 ]                         |                             |                         |                                                 |                                                     | Самоопределение                                   | [ 66 ]                                                                    |
| Чили             | [ 67 ]                                | Зарегистрирован один случай | [ 70 ] [ 71 ] [ 72 ]    | Да                                              |                                                     | [ 73 ]                                            | [ 73 ]                                                                    |

### Африка
| Страна/Категория | Телесная неприкосновенность | Возмещение ущерба | Защита от дискриминации | Доступность документов, удостоверяющих личность | Доступность равных прав с женщинами и мужчинами | Возможность смены гендерного маркера в документах | Отдельный гендерный маркер в документах |
| ---------------- | --------------------------- | ----------------- | ----------------------- | ----------------------------------------------- | ----------------------------------------------- | ------------------------------------------------- | --------------------------------------- |
| Кения            | [ 74 ] [ 75 ]               |                   | Нет                     | [ 42 ]                                          |                                                 |                                                   | [ 76 ]                                  |
| Уганда           | [ 77 ] [ 78 ]               |                   | Нет                     |                                                 |                                                 | [ 79 ]                                            |                                         |
| ЮАР              | [ 80 ] [ 81 ]               |                   | [ 82 ]                  | Да                                              | [ 83 ]                                          | По медицинским или социальным причинам            |                                         |

### Европа
| Страна/Категория     | Телесная неприкосновенность     | Возмещение ущерба | Защита от дискриминации | Доступность документов, удостоверяющих личность | Доступность равных прав с женщинами и мужчинами | Возможность смены гендерного маркера в документах | Отдельный гендерный маркер в документах |
| -------------------- | ------------------------------- | ----------------- | ----------------------- | ----------------------------------------------- | ----------------------------------------------- | ------------------------------------------------- | --------------------------------------- |
| Австрия              |                                 |                   |                         |                                                 |                                                 |                                                   | [ 84 ]                                  |
| Албания              | [ 85 ]                          |                   | [ 86 ]                  |                                                 |                                                 |                                                   |                                         |
| Белоруссия           |                                 |                   |                         |                                                 |                                                 | После операций                                    | Нет                                     |
| Босния и Герцеговина | Нет                             |                   | [ 87 ]                  |                                                 |                                                 |                                                   |                                         |
| Бельгия              |                                 |                   |                         |                                                 |                                                 | Самоопределение                                   |                                         |
| Великобритания       | [ 90 ] [ 91 ]                   |                   | Нет                     |                                                 |                                                 | Необходим диагноз «гендерная дисфория»            | Нет                                     |
| Германия             | [ 92 ] [ 93 ] [ 94 ]            | Два удачных дела  | Нет                     |                                                 |                                                 |                                                   | [ 97 ]                                  |
| Греция               | Нет                             |                   | [ 98 ]                  |                                                 |                                                 |                                                   |                                         |
| Дания                | [ 99 ] [ 100 ]                  |                   | Нет                     |                                                 |                                                 | Самоопределение                                   | Нет                                     |
| Джерси               | Нет                             |                   | [ 102 ]                 |                                                 |                                                 |                                                   |                                         |
| Ирландия             | [ 103 ] [ 104 ]                 |                   | Нет                     |                                                 |                                                 | Самоопределение                                   | Нет                                     |
| Исландия             | Нет                             |                   | [ 105 ]                 |                                                 |                                                 | Самоопределение                                   | [ 105 ]                                 |
| Люксембург           |                                 |                   |                         |                                                 |                                                 | Самоопределение                                   |                                         |
| Мальта               | Узаконено                       |                   | [ 107 ]                 | Да                                              | Да                                              | Самоопределение                                   | [ 108 ]                                 |
| Португалия           | Узаконено                       |                   | Да                      | Да                                              | Да                                              | Самоопределение                                   | Да                                      |
| Россия               |                                 |                   |                         |                                                 |                                                 | После операций                                    | Нет                                     |
| Сербия               | Нет                             |                   | [ 111 ]                 |                                                 |                                                 |                                                   |                                         |
| Украина              |                                 |                   |                         |                                                 |                                                 | После операций                                    | Нет                                     |
| Финляндия            | Нет                             |                   | [ 112 ]                 |                                                 |                                                 |                                                   | Нет                                     |
| Франция              | [ 113 ] [ 114 ]                 | На рассмотрении   | Нет                     |                                                 |                                                 |                                                   | Нет                                     |
| Черногория           | Нет                             |                   | [ 115 ]                 | Нет                                             | Нет                                             | Нет                                               | Нет                                     |
| Швейцария            | [ 116 ] [ 117 ] [ 118 ] [ 119 ] | Нет               | Нет                     |                                                 |                                                 |                                                   | Нет                                     |

### Океания
| Страна/Категория | Телесная неприкосновенность | Возмещение ущерба | Защита от дискриминации | Доступность документов, удостоверяющих личность | Доступность равных прав с женщинами и мужчинами                      | Возможность смены гендерного маркера в документах | Отдельный гендерный маркер в документах                                                                       |
| ---------------- | --------------------------- | ----------------- | ----------------------- | ----------------------------------------------- | -------------------------------------------------------------------- | ------------------------------------------------- | --- |
| Австралия        | [ 120 ] [ 121 ]             |                   | На федеральном уровне   |                                                 | Исключения, касающиеся калечащих операций на женских половых органах | Законы разнятся в зависимости от региона          | (Паспорта) Опционально на федеральном уровне, региональные законы разнятся                                    |
| Новая Зеландия   | [ 120 ] [ 126 ]             |                   | Нет                     |                                                 | Исключения, касающиеся калечащих операций на женских половых органах | Да                                                | (Паспорта) (В свидетельстве о рождении указывают в случаях, когда интерсекс вариацию обнаружили при рождении) |